# الروح اليابانية
الروح اليابانية أو ياماتو داماشي (باليابانية: 大和魂)‏ هو مصطلح ياباني لوصف الروح اليابانية الأصيلة غير المتأثرة بالثقافات الأجنبية. تطوّر المفهوم تاريخيًا ليصبح فيما بعد رمزًا للفضائل القومية اليابانية مثل الإخلاص والشجاعة والتضحية والولاء، خصوصًا الولاء للوطن والحاكم.

## جذور المصطلح
تمتد جذور هذا المفهوم (ياماتو داماشي) إلى العصور القديمة، لكنه تطوّر في العصر الحديث واكتسب دلالات أيديولوجية واضحة وخصوصًا في فترة الإمبراطور ميجي وكذا فترة تايشو حيث صار مرادفًا لمفهوم (الروح اليابانية) واعتُبر الصفة التي تميّز اليابانيين عن الحضارات الغربية مع التأكيد على التقاليد الشنتوية والأخلاق الكونفوشية الممزوجة بالولاء للإمبراطور.

## في فترة ميجي وما بعدها

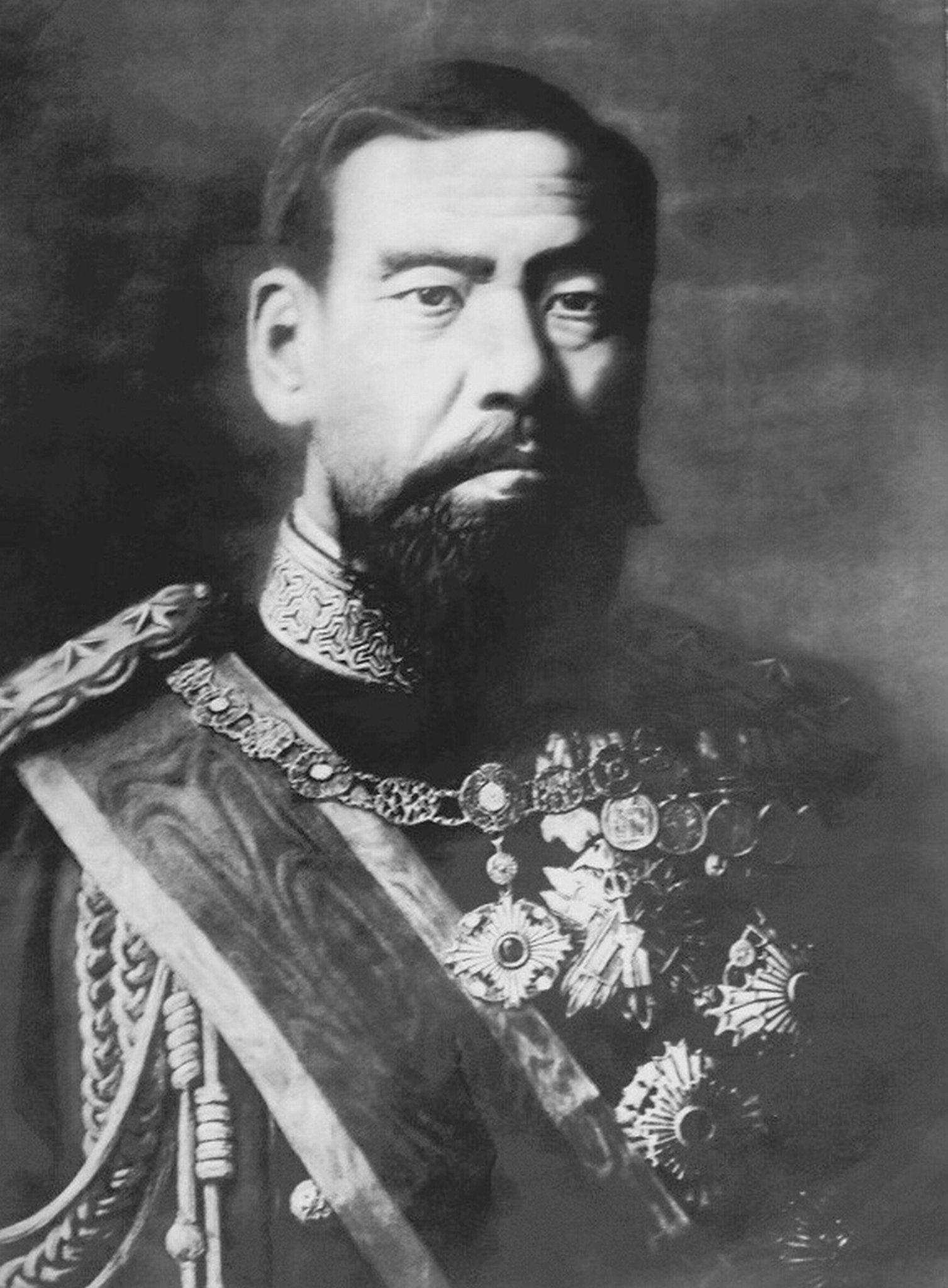
الإمبراطور الياباني ميجي.

في فترة حكم ميجي وخصوصًا بعد صدور المرسوم الإمبراطوري للتعليم عام 1890، استُعمل مفهوم ياماتو داماشي كأداة لترسيخ الولاء للإمبراطور والقيم اليابانية التقليدية. فقد قررت الحكومة حينها تعليم الأخلاق اليابانية في المدارس العامة، وحثت جميع المواطنين - بغض النظر عن انتماءاتهم الدينية - على احترام معابد الشنتو، وبهذا أصبح مفهوم ياماتو داماشي رمزًا من رموز القيم الوطنية في اليابان.